# Miasteczko Śląskie Wąskotorowe
Miasteczko Śląskie Wąskotorowe – stacja Górnośląskich Kolei Wąskotorowych zlokalizowana w Miasteczku Śląskim, w powiecie tarnogórskim, w woj. śląskim, w Polsce. Stacja znajduje się w kilometrze 18,6 linii Bytom Karb Wąskotorowy – Miasteczko Śląskie Huta.